# Федерація футболу Тунісу
Федерація футболу Тунісу (араб. الجامعة التونسية لكرة القدم) — федерація, що здійснює контроль і управління футболом у Тунісі. Штаб-квартира розташована у столиці державі — Тунісі. ФФТ заснована у 1956 році, член ФІФА та КАФ з 1960 року. Член Союзу арабських футбольних асоціацій (УАФА). З 2005 член УНАФ. Асоціація організовує діяльність та здійснює керування національними збірними з футболу, включаючи головну національну збірну.
Під егідою федерації проводяться змагання у Чемпіонаті Тунісу з футболу.
У жовтні міністр молоді та спорту Тунісу Камель Дегіш заявив, що уряд країни може розпустити місцеву федерацію футболу. ФІФА ж випустила заяву у відповідь, в якій пригрозила вжити заходів у відповідь. Збірній Тунісу загрожує дискваліфікація з чемпіонату світу 2022 з футболу в Катарі.